# Novaphrophara
Novaphrophara is een geslacht van halfvleugeligen uit de familie Aphrophoridae. De wetenschappelijke naam van dit geslacht is voor het eerst geldig gepubliceerd in 1940 door Lallemand.

## Soorten
Het geslacht Novaphrophara  is monotypisch en omvat slechts de volgende soort:
- Novaphrophara tasmaniae Lallemand, 1940